# وژدوواتس
وژدوواتس (سیریلیک صربی: Вождовац) از شهرهای تشکیل‌دهنده بلگراد است.
بر اساس نتایج سرشماری سال ۲۰۲۲، این شهر دارای ۱۷۴۸۶۴ نفر جمعیت است.